# اجبیل
اجبیل (به فرانسوی: Jbiel) یک شهرک در مراکش است که در استان قلعه سراغنه واقع شده‌است. اجبیل ۱۰٬۸۵۲ نفر جمعیت دارد.